# Меккенхайм (Рейнланд)

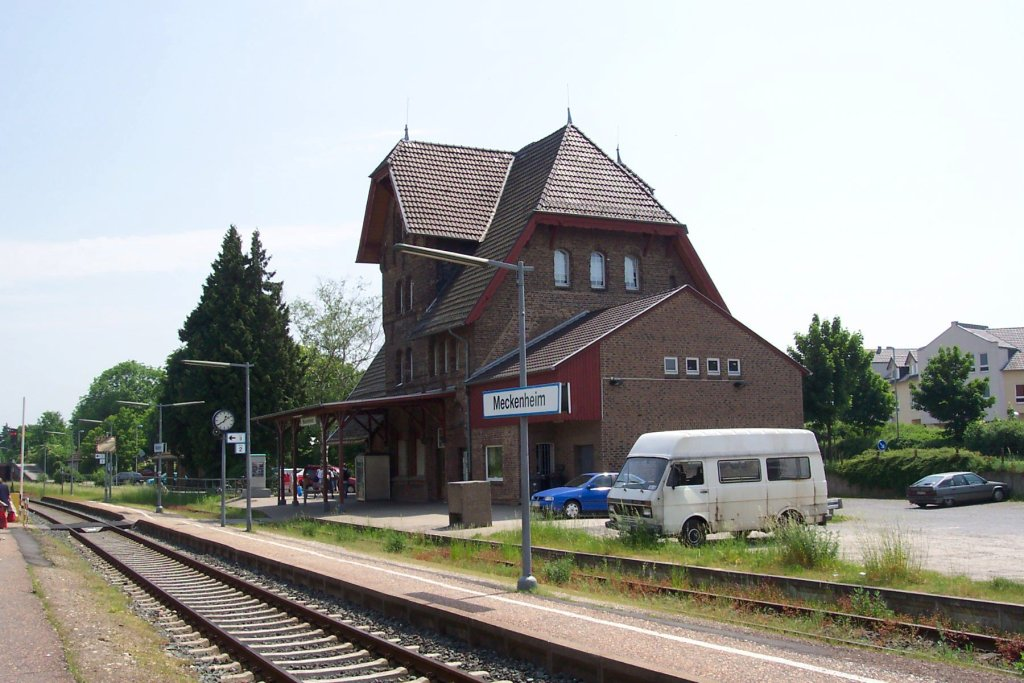
Железнодорожный вокзал Меккенхайм

Меккенхайм (нем. Meckenheim) — город в Германии, в земле Северный Рейн-Вестфалия.
Подчинён административному округу Кёльн. Входит в состав района Рейн-Зиг. Население составляет 24 241 человек (на 31 декабря 2010 года). Занимает площадь 34,92 км². Официальный код — 05 3 82 032.

## Достопримечательности
- Замок Люфтельберг